# Elbasan (prefectuur)
Elbasan (in het Albanees: Qarku i Elbasanit) is een regio in het oosten van Albanië met 296.082 inwoners (2011). De hoofdstad van de regio is de industriestad Elbasan, met 79.810 inwoners.

## Bestuurlijke indeling
De prefectuur is ingedeeld in zeven steden (bashkia) na de gemeentelijke herinrichting van 2015:
Belsh • Cërrik • Elbasan • Gramsh • Librazhd • Peqin • Prrenjas.

## Bevolking
Op 1 januari 2020 telde Elbasan 270.064 inwoners, een aantal dat de afgelopen decennia langzaam maar geleidelijk is afgenomen. In 1989, voor de val van het communisme, telde Elbasan nog 357.497 inwoners. Het geboorteoverschot in Elbasan is positief, maar vanwege de massale emigratie van jongvolwassenen naar steden en het buitenland, heeft de prefectuur te kampen met een intensieve bevolkingskrimp.
| Bevolking | 357.497 | 362.736 | 306.140 | 270.064 |

Er is een proces van vergrijzing en ontgroening gaande. In 2011 was 21,09 % van de bevolking jonger dan 15 jaar; 68,81 % viel in de beroepsgeschikte bevolking en 10,20 % was 65 jaar of ouder. In 2016 was het vruchtbaarheidscijfer 1,75 kinderen per vrouw, hetgeen hoger was dan het landelijke gemiddelde van 1,54 kinderen per vrouw.
| Leeftijdsopbouw van de prefectuur Elbasan | Leeftijdsopbouw van de prefectuur Elbasan | Leeftijdsopbouw van de prefectuur Elbasan |
| Leeftijdscategorie                        | Aantal                                    | %                                         |
| ----------------------------------------- | ----------------------------------------- | ----------------------------------------- |
| 0-4 jaar                                  | 17.429                                    | 5,89                                      |
| 5-9 jaar                                  | 18.985                                    | 6,42                                      |
| 10-14 jaar                                | 25.997                                    | 8,79                                      |
| 0-14 jaar                                 | 62.411                                    | 21,09                                     |
| 15-19 jaar                                | 30.346                                    | 10,26                                     |
| 20-24 jaar                                | 26.888                                    | 9,09                                      |
| 25-29 jaar                                | 20.690                                    | 6,99                                      |
| 30-34 jaar                                | 17.357                                    | 5,87                                      |
| 35-39 jaar                                | 18.385                                    | 6,21                                      |
| 40-44 jaar                                | 19.649                                    | 6,64                                      |
| 45-49 jaar                                | 20.157                                    | 6,81                                      |
| 50-54 jaar                                | 20.141                                    | 6,81                                      |
| 55-59 jaar                                | 16.420                                    | 5,55                                      |
| 60-64 jaar                                | 13.217                                    | 4,47                                      |
| 65-69 jaar                                | 10.550                                    | 3,57                                      |
| 70-74 jaar                                | 8.442                                     | 2,85                                      |
| 75-79 jaar                                | 5.704                                     | 1,93                                      |
| 80-84 jaar                                | 3.139                                     | 1,06                                      |
| 85-89 jaar                                | 1.481                                     | 0,50                                      |
| 90 +                                      | 850                                       | 0,29                                      |
| 65 +                                      | 30.166                                    | 10,20                                     |
| totaal                                    | 295.827                                   | 100,00                                    |

#### Religie
De islam is de grootste religie in Elbasan. De soennitische moslims vormen 64,41 procent van de bevolking, terwijl een kleine minderheid van 0,51 procent tot het bektashisme behoort. 
Er is bovendien een christelijke minderheid bestaande uit 18.591 gelovigen. Zij behoren voornamelijk tot de Albanees-Orthodoxe Kerk (15.295 personen, oftewel 5,17 procent). Zij wonen vooral in de plaatsen Zavalinë (57,34 procent), Gjinar (45,57 procent) en Lenie (24,9 procent). Daarnaast wonen er atheïsten en mensen zonder specifieke levensovertuiging in Elbasan.
| Religieuze samenstelling per 2011 | Religieuze samenstelling per 2011 | Religieuze samenstelling per 2011 |
| --------------------------------- | --------------------------------- | --------------------------------- |
| Religie                           | Aantal                            | Procent                           |
| Soennisme                         | 190.550                           | 64,41                             |
| Bektashisme                       | 1.515                             | 0,51                              |
| ISLAM                             | 192.065                           | 64,92                             |
| Katholieke Kerk                   | 3.054                             | 1,03                              |
| Albanees-Orthodoxe Kerk           | 15.295                            | 5,17                              |
| Evangelisme                       | 147                               | 0,05                              |
| Overige kerkgenootschappen        | 95                                | 0,03                              |
| CHRISTENDOM                       | 18.591                            | 6,28                              |
| Overig                            | 30.161                            | 10,20                             |
| Atheïsme                          | 9.679                             | 3,27                              |
| Geen antwoord / onbekend          | 45.331                            | 15,33                             |
| Berat (totaal)                    | 295.827                           | 100,00                            |

Berat · Dibër · Durrës · Elbasan · Fier · Gjirokastër · Korçë · Kukës · Lezhë · Shkodër · Tirana · Vlorë

Deelgemeenten · Gemeenten · Prefecturen